# Deconfinement
In der Physik ist das Deconfinement (im Gegensatz zum Confinement) eine Phase der Materie, in der bestimmte Teilchen als freie Anregungen existieren dürfen und nicht nur in gebundenen Zuständen.

## Beispiele
In der Teilchenphysik und der Physik der kondensierten Materie gibt es mehrere Beispiele von Eichtheorien, die einen Übergang zwischen einer eingeschlossenen (confined) und einer freien (deconfined) Phase aufweisen.
Das erste und bekannteste Beispiel ist die Quantenchromodynamik, laut der Quarks und andere Teilchen mit Farbladung bei niedrigen Energiedichten in farbneutralen Kombinationen wie Hadronen oder Mesonen eingeschlossen sind (Confinement), sich aber bei hoher Energiedichte nahezu frei über Entfernungen bewegen können, die größer sind als die Größe eines Hadrons (ein Femtometer). Diese ungebundene (quasi-freie) Phase wird auch als Quark-Gluon-Plasma bezeichnet.
In der Physik der kondensierten Materie wird Confinement und Deconfinement vor allem in „niedrig-dimensionalen Systemen“ diskutiert, das heißt solchen, in denen die Bewegung der Bestandteile auf ein oder zwei Raumrichtungen beschränkt ist.
Ein prominentes Beispiel ist die „Spin-Ladungs-Trennung“. Dabei wird das Elektron als gebundener Zustand eines Spinons und eines Chargons angesehen, die sich unter bestimmten Bedingungen frei bewegen können.